# Schoenus yarrabensis
Schoenus yarrabensis är en halvgräsart som beskrevs av Karel Domin. Schoenus yarrabensis ingår i släktet axagssläktet, och familjen halvgräs. Inga underarter finns listade i Catalogue of Life.